# SNAI3
SNAI3 (англ. Snail family transcriptional repressor 3) – білок, який кодується однойменним геном, розташованим у людей на 16-й хромосомі. Довжина поліпептидного ланцюга білка становить 292 амінокислот, а молекулярна маса — 32 474.
| 10         |  | 20         |  | 30         |  | 40         |  | 50         |
| ---------- |  | ---------- |  | ---------- |  | ---------- |  | ---------- |
| MPRSFLVKTH |  | SSHRVPNYRR |  | LETQREINGA |  | CSACGGLVVP |  | LLPRDKEAPS |
| VPGDLPQPWD |  | RSSAVACISL |  | PLLPRIEEAL |  | GASGLDALEV |  | SEVDPRASRA |
| AIVPLKDSLN |  | HLNLPPLLVL |  | PTRWSPTLGP |  | DRHGAPEKLL |  | GAERMPRAPG |
| GFECFHCHKP |  | YHTLAGLARH |  | RQLHCHLQVG |  | RVFTCKYCDK |  | EYTSLGALKM |
| HIRTHTLPCT |  | CKICGKAFSR |  | PWLLQGHVRT |  | HTGEKPYACS |  | HCSRAFADRS |
| NLRAHLQTHS |  | DAKKYRCRRC |  | TKTFSRMSLL |  | ARHEESGCCP |  | GP         |

A: Аланін

C: Цистеїн

D: Аспарагінова кислота

E: Глутамінова кислота

F: Фенілаланін

G: Гліцин

H: Гістидин

I: Ізолейцин

K: Лізин

L: Лейцин

M: Метіонін

N: Аспарагін

P: Пролін

Q: Глутамін

R: Аргінін

S: Серин

T: Треонін

V: Валін

W: Триптофан

Кодований геном білок за функцією належить до репресорів. 
Задіяний у таких біологічних процесах, як транскрипція, регуляція транскрипції. 
Білок має сайт для зв'язування з іонами металів, іоном цинку, ДНК. 
Локалізований у ядрі.